# アティーシャ
アティーシャ（梵: Atīśa、蔵: a ti sha〈アティシャ〉、ベンガル語: অতীশ দীপঙ্কর、982年 - 1054年） は主にチベットで活躍したインド・ヴィクラマシーラ大学僧院長の仏教僧。本名は月蔵、法名は燃灯吉祥智（梵: Dīpaṃkaraśrījñāna、ディーパンカラ・シュリージュニャーナ、蔵: mar me mdzad ye shes）。サキャ派のコンチョ・ギェルポ、カギュ派のマルパと共にランダルマ王以降衰退していた中央チベット仏教の中興の祖の一人である。ジョウォ・ジェ（jo bo rje）とも呼ばれる。

## 修行時代
アティーシャはベンガル人パーラ朝に生まれた。チベットに残っている文献によると、若き日のアティーシャは今日のインド北東部にあったナーランダ僧院で、ヴィシュヌ派、シヴァ派、ヒンドゥー教のタントラを始めとする多くの教義を学び、音楽や論理学など64の教科を22歳までに修得した。そして、無著、世親による弥勒菩薩の法脈（唯識派）、龍樹、月称による文殊菩薩の法脈(中観派)を学んでいる。
アティーシャが学んだ師は150人にも及んだ。アティーシャは28歳の時、インド仏教の部派の1つ大衆部で僧院長戒護から得度を受け、合わせて燃灯吉祥智の法名を貰った。その意味は「灯明のように照しだす智ある人」というようなものである。又、シュリーヴィジャヤ王国のスマトラ島に留学し、セルリンパ・ダルマキールティ（gser gling pa Chos kyi grags pa)にも学んでいる。
アティーシャはインドに戻り、そこでもまた多くの師から教えを受けている。アティーシャは論客としても活躍し、しばしば異教徒との論争で勝利している。それらの功が認められて、ヴィクラマシーラ大学で僧院長の地位を獲得した。

## チベットへの布教
仏教が盛んなインドやスマトラと比較して、チベットの仏教は衰退に向かっていた。当時の中央チベットでは戒律を重視する派と密教を重視する派などが対立していた。取り分け吐蕃のラン・ダルマ王の統治時代に仏教が弾圧され、大きく衰退していた。
ラン・ダルマ王の死後に吐蕃は崩壊するが、王族の一部がチベット西部に移り、グゲ王国として存続した。グゲ王国の王族コレは仏法（ダルマ）の研究に熱心で、梵語の原典を学ばせるため、ヴィクラマシーラ大学にナクツォ訳師を始めとする留学生を派遣し、ナクツォ訳師はそこの教師であるアティーシャにチベットへの伝教を要請した。
また、14世紀に編纂された『テプテル・グンポ』は、グゲ王国の王イェーシェーウー (Ye shes 'od)の遺言によって、彼自信への身代金と引き換えにアティーシャを招聘したと伝えている。
アティーシャは年をとりすぎており（60代だった）、一方で大学での研究を続けたいと思っていた為、始めのうちは要請を断っていた。しかし要請を断った日の夕方、ターラー菩薩からチベットに行くべきだとの啓示を受けたため、弟子と共にチベットで仏法を広めることを決意する。1042年にチベットに着き、その後72歳で死ぬまでチベットに滞在した。
チベットについたアティーシャは、チベット人が大変信心深いにもかかわらず、仏法に対する理解に乏しいと感じた。ガリーにあったグゲ王国の首都に着くと、アティーシャはグゲ王から密教を広めることを要請され、大きな感銘を受ける。アティーシャはこの地に3年間留まり、著書を書くなどして布教に努めた。また、この時期に後にカダム派を創始するドムトン（1005-1064）がアティーシャに弟子入りしている。

## 中央チベット時代
1046年、アティーシャは弟子ドムトンの要請を受け、活動拠点を中央チベットに移した。ラサから20kmほど南にあるニェタン（Nyêtang）では梵語とチベット語の文献を発見している。また、5年ほどの間、チベット中央各地を回っている。ラサ南東にあるサムイェー寺の図書館でも梵語の仏教原典を発見し、吐蕃の仏教活動を賞賛した。
アティーシャは1054年にラサ近郊のLethanで 亡くなり、ニェタンにあった住居付近に祀られた。

## 業績
アティーシャは死後もチベット仏教に大きな影響を与えた。
アティーシャはチベット仏教界に「菩提心」の重要性を説き、それを理解するための手法を洗練し、体系化した。また、自らの生き方を示すことによって菩提心の精神の実例を示したためである。
次に、チベット仏教の多くの宗派に影響を与えている。アティーシャの重要な弟子であるドムトンはカダム派の創始者と考えられており、カダム派はチベット仏教４大宗派の一つゲルク派にも繋がっている。これらの宗派は禁欲生活と菩提心を教義の中心としており、この精神は後にニンマ派、カギュ派、サキャ派にも取り入れられた。

## 著作
アティーシャが翻訳編集した著書は200を超え、チベット仏教界の進展に大きく貢献した。また、チベットで幾つかの梵語の原典を発見し、自身で筆写を行っている。自身の著作も幾つか有り、仏教以外にも医療、科学の著作が有る。
『菩提道灯論（ラムドゥン）』はそれまでの仏教を「菩薩の実践」という観点からまとめた大作で、後にカダム派に大きな影響を与えた。
アティーシャは梵語でも著作しているが、現代にはチベット語翻訳のものしか伝わっていない。チベット語翻訳は、主としてテンギェリン寺院で行われている。
- 『菩提道灯論（英語版）』（Bodhipathapradīpa）
  - 『菩提道灯論細疏』(Bodhimārgadīpapañjikā)
- 『行集灯論』(Caryāsaṃgrahapradīpa)
- 『入二諦論』(Satyadvayāvatāra)
- 『菩薩摩尼鬘論』(Bodhisattvamaṇyāvalī)
- 『大乗道成就摂集』(Mahāyānapathasādhanasaṃgraha)
- 『般若波羅蜜多摂義』(Prajñāpāramitāpiṇḍārthapradīpa)
- 『法界見歌』(Dharmadhātudarśanagīti)
- 『行歌』(Caryāgīti)
- 『無垢宝書簡』(Vimalaratnalekha)

Vimalaratnalekhaはマガダ国の王に宛てられた梵語の手紙である。Caryāsaṃgrahapradīpaにはアティーシャの手によるキルタン（kirtan、宗教的な歌唱の一種）が収められている。

### 密教文献
- 『一勇者成就法』(Ekavīra-sādhana)
- 『行歌釈』(Caryāgītivṛtti)

## 近現代
1978年6月28日、アティーシャの灰はバングラデシュのダッカに移され、ダルマラージカ仏教寺院（Dharmarājika Bauddha Vihāra, パキスタンにも同名の寺院があるので注意）に祀られている。